# Hawkins (Texas)
Hawkins é uma cidade localizada no estado norte-americano de Texas, no Condado de Wood.

## Demografia
Segundo o censo norte-americano de 2000, a sua população era de 1331 habitantes.
Em 2006, foi estimada uma população de 1495, um aumento de 164 (12.3%).

## Geografia
De acordo com o United States Census Bureau tem uma área de
5,8 km², dos quais 5,8 km² cobertos por terra e 0,0 km² cobertos por água.

## Localidades na vizinhança
O diagrama seguinte representa as localidades num raio de 28 km ao redor de Hawkins.